# Caroline av Storbritannien
Caroline Elizabeth av Storbritannien född i Hannover 30 maj 1713, död 28 december 1757 på St. James's Palace i London, var en brittisk prinsessa, dotter till kung Georg II av Storbritannien och Caroline av Ansbach.
Caroline föddes i Tyskland och följde sina föräldrar till Storbritannien då hennes far blev brittisk tronföljare 1714. Hon blev känd som "Caroline Elizabeth den sanningsägande" och beskrevs som rättvis, snäll, fulländad och olycklig. Hon var sina föräldrars favorit, särskilt sin mors, och blev den vars omdöme man litade på när konflikter inom familjen skulle lösas.
Caroline var enligt vad det sades olyckligt förälskad i den gifte hovmannen lord Hervey, som påstods ha haft förhållanden med såväl hennes egen bror Frederick som med flera hovdamer. Efter Herveys död år 1743 drabbades Caroline av en svår depression, fick självmordstankar, upphörde att vara en offentlig person och isolerade sig i sin bostad för resten av sitt liv. Walpole uttryckte uppriktig beundran och sympati för henne som person.